# Kinh dị Indonesia

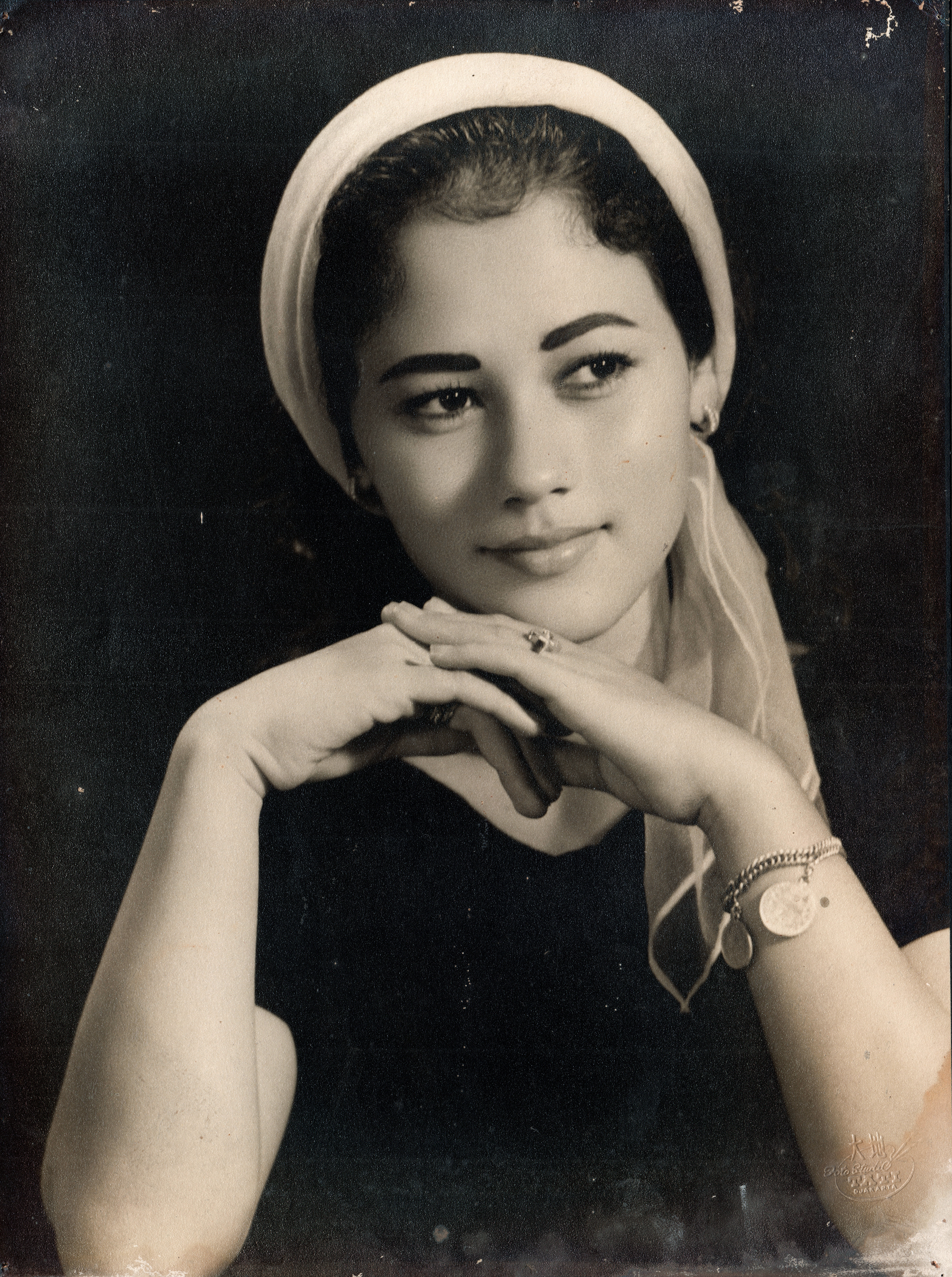
Nữ diễn viên Suzzanna từng được mệnh danh là "Nữ hoàng phim kinh dị Indonesia".

Kinh dị Indonesia là những bộ phim thuộc thể loại kinh dị do ngành công nghiệp điện ảnh Indonesia sản xuất. Thường lấy cảm hứng từ văn hóa dân gian địa phương, phim kinh dị Indonesia đã được sản xuất ở nước này từ thập niên 1960. Sau một thời gian gián đoạn dưới thời Suharto vào thập niên 1990 khi việc kiểm duyệt ảnh hưởng đến quá trình sản xuất, các bộ phim kinh dị của Indonesia tiếp tục được sản xuất sau Reformasi vào năm 1998.

## Lịch sử
Ma và văn hóa dân gian ma thuật từ lâu đã là một phần của văn hóa Indonesia. Sau đấy chúng đã tác động đến sự phát triển của phim kinh dị. Kuntilanak đặc biệt nổi bật trong các bộ phim kinh dị địa phương.
Trong chế độ Trật tự mới độc đoán dưới thời Tổng thống Suharto, nhiều bộ phim kinh dị bao gồm các biểu tượng tôn giáo và các anh hùng tuân theo các hướng dẫn nghiêm ngặt của cơ quan kiểm duyệt. Bộ Thông tin dưới thời Ali Murtopo yêu cầu các bộ phim Indonesia lúc bấy giờ phải tuân theo các nguyên tắc nghiêm ngặt về đạo đức và luân lý, nghĩa là nhiều bộ phim kinh dị xen lẫn các yếu tố bạo lực và tình dục với anh hùng và đề tài tôn giáo. Thomas Barker đã nhận định rằng những bộ phim được sản xuất sau năm 1998 ở Indonesia đã được định hình đặc biệt bởi cái mà anh mô tả là "chấn thương" còn sót lại của bạo lực trong kỷ nguyên Trật tự mới trước đó dưới thời Tổng thống Suharto.
Suzzanna là một ngôi sao điện ảnh lớn ở các thập niên 1970 và 1980 nhờ đóng phim kinh dị. Cô đã xuất hiện trong 42 bộ phim trước khi qua đời vào năm 2008, bao gồm Breathing in the Mud, Birth in the Grave và Sundel Bolong.
Phim kinh dị Indonesia, đặc biệt là tác phẩm của Joko Anwar đã thu hút sự chú ý ngày càng lớn của thị trường quốc tế vào cuối thập niên 2010, nhờ sự hỗ trợ của các dịch vụ phát trực tuyến. Một số phương tiện truyền thông nhận định những bộ phim như Impetigore (2019) là một phần của làn sóng phim kinh dị dân gian mới từ Đông Nam Á. Impetigore là tác phẩm của Indonesia được gửi đi tranh Giải Oscar cho phim quốc tế hay nhất trong năm phát hành và được khán giả quốc tế ghi nhận, nhưng không được đề cử.
HBO Châu Á cũng phát hành loạt phim truyền hình kinh dị Halfworlds do Indonesia phát triển.

## Phim nổi bật
- Badai-Selatan (1962)
- Beranak dalam Kubur [id] (1971)
- Mystics in Bali (1981)
- Sundelbolong (1981)
- Satan's Slave (1981)
- Lady Terminator (1988)
- Jelangkung (2001)
- Kuntilanak (2006)
- Macabre (2009)
- The Forbidden Door (2009)
- Firegate (2016)
- Danur (2017)
- Satan's Slaves (2017)
- The 3rd Eye (2017)
- Kuntilanak (2018)
- Suzzanna: Buried Alive (2018)
- Danur 2: Maddah (2018)
- May the Devil Take You (2018)
- Sabrina (2018)
- Impetigore (2019)
- The Queen of Black Magic (2019)
- The 3rd Eye 2 (2020)
- May the Devil Take You Too (2020)
- Affliction (2021)
- KKN di Desa Penari (2022)
- Ivanna (2022)
- Satan's Slaves 2: Communion (2022)
- Sumala (2024)

## Đạo diễn nổi bật
- Sisworo Gautama Putra
- Tjut Djalil
- Anh em nhà Mo (Kimo Stamboel và Timo Tjahjanto)

- Joko Anwar

## Phim kinh dị có doanh thu cao nhất
| Xếp hạng | Tựa phim                    | Doanh thu  | Năm  | Đạo diễn                       |
| -------- | --------------------------- | ---------- | ---- | ------------------------------ |
| 1        | KKN di Desa Penari          | 10.058.788 | 2022 | Awi Suryadi                    |
| 2        | Satan's Slaves 2: Communion | 6.391.982  | 2022 | Joko Anwar                     |
| 3        | Satan's Slaves              | 4.206.103  | 2017 | Joko Anwar                     |
| 4        | Suzzanna: Buried Alive      | 3.346.185  | 2018 | Anggy Umbara, Rocky Soraya     |
| 5        | Ivanna                      | 2.793.775  | 2022 | Kimo Stamboel                  |
| 6        | Danur                       | 2.736.391  | 2017 | Awi Suryadi                    |
| 7        | Danur 2: Maddah             | 2.572.871  | 2018 | Awi Suryadi                    |
| 8        | Jailangkung                 | 2.550.271  | 2017 | Rizal Mantovani, Jose Puernomo |
| 9        | Danur 3: Sunyaruri          | 2.416.691  | 2019 | Awi Suryadi                    |
| 10       | Impetigore                  | 1.795.068  | 2019 | Joko Anwar                     |